# Lynne Cheney

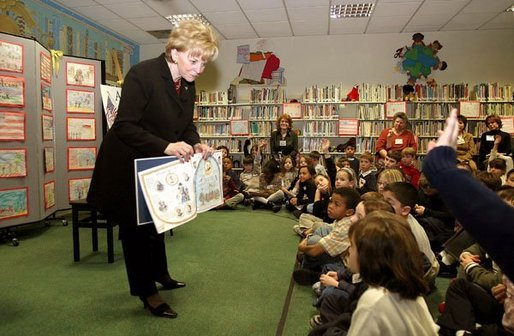
Lynne Cheney läser ur sin bok America: A Patriotic Primer för grundskoleelever i Vicenza, Italien (2004).

Lynne Ann Cheney, född Vincent den 14 augusti 1941 i Casper, Wyoming, är en amerikansk litteraturhistoriker. Hon är gift med USA:s tidigare vicepresident Dick Cheney och mor till Liz Cheney och Mary Cheney.
Lynne Cheney har studerat brittisk 1800-talslitteratur och skrivit flera böcker, däribland romanen Sisters (1981), och på senare år en rad barnböcker. Hon har suttit i styrelsen på Lockheed Corporation och är medlem i American Enterprise Institute. 
Hon gifte sig med Dick Cheney 1964. Paret har två döttrar.